# Caverna de Radochowska

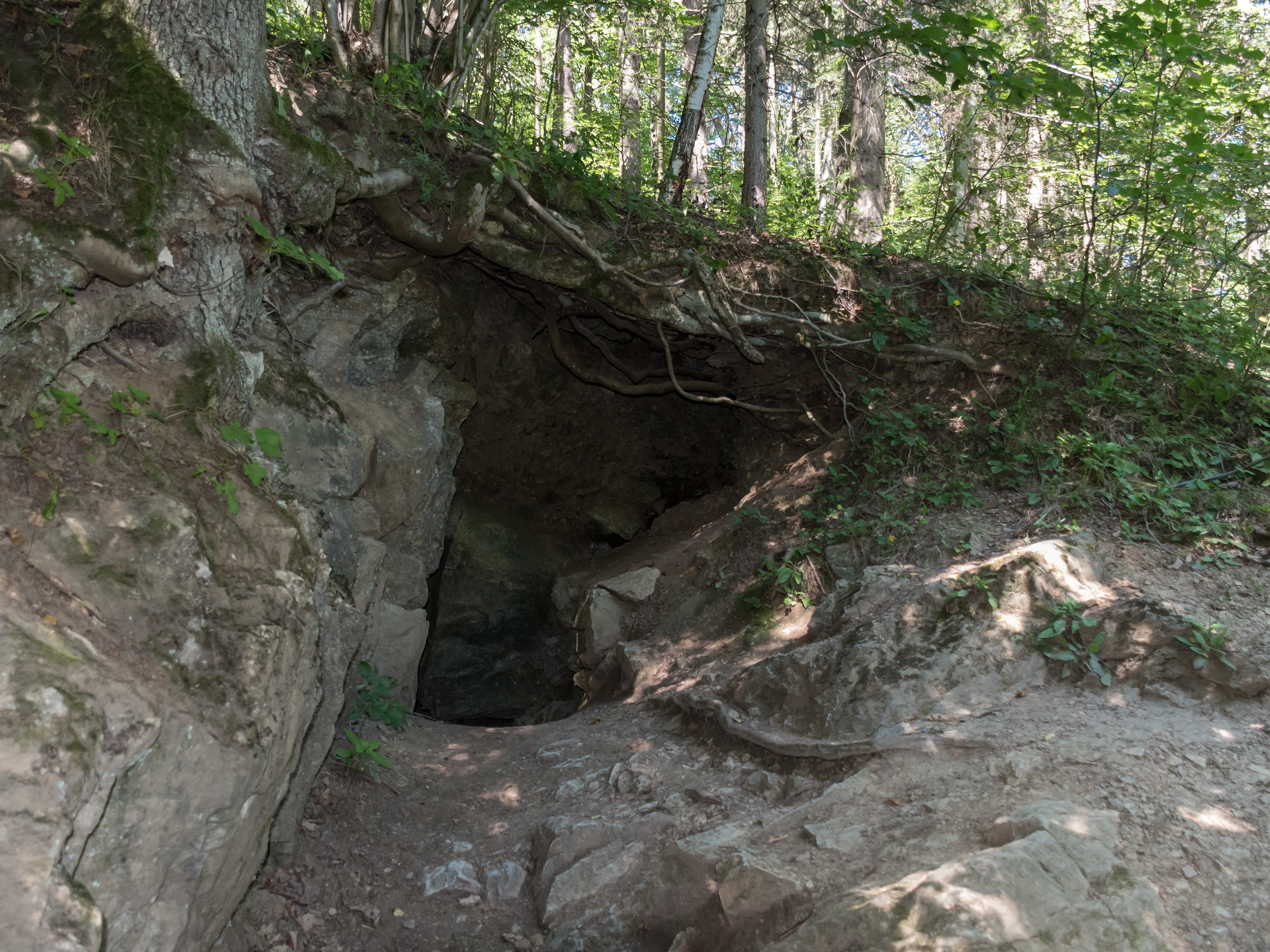
Entrada para a caverna

A Caverna Radochowska (em alemão: Kunzendorfer Höhle, Reyersdorfer Tropfsteinhöhle) é uma caverna cárstica aberta aos turistas. Está localizada no vale do riacho Jaskiniec, no sopé do monte Bzowiec nas Montanhas Douradas (em polonês: Góry Złote) pertencentes aos Sudetos orientais, perto da vila de Radochów (comuna de Lądek-Zdrój), na Polônia.

## Geologia
A caverna Radochowska foi criada no Plioceno pela lixiviação de mármores solúveis em água em uma lente de mármore branco, parcialmente em contato com xistos. Formou-se sob a ação erosiva das águas, enchendo toda a seção transversal de seus corredores e fluindo sob alta pressão. No final do Plioceno, a intensificação da erosão das encostas circundantes levou ao aprofundamento do vale e, consequentemente, ao rebaixamento do leito do riacho próximo. Houve uma diminuição das águas cársticas, o que levou à drenagem da zona na abertura da caverna, e à formação de espaços vazios. Os corredores desenvolveram-se ao de fraturas e fendas tectônicas, e no seu cruzamento foram construídos corredores maiores.

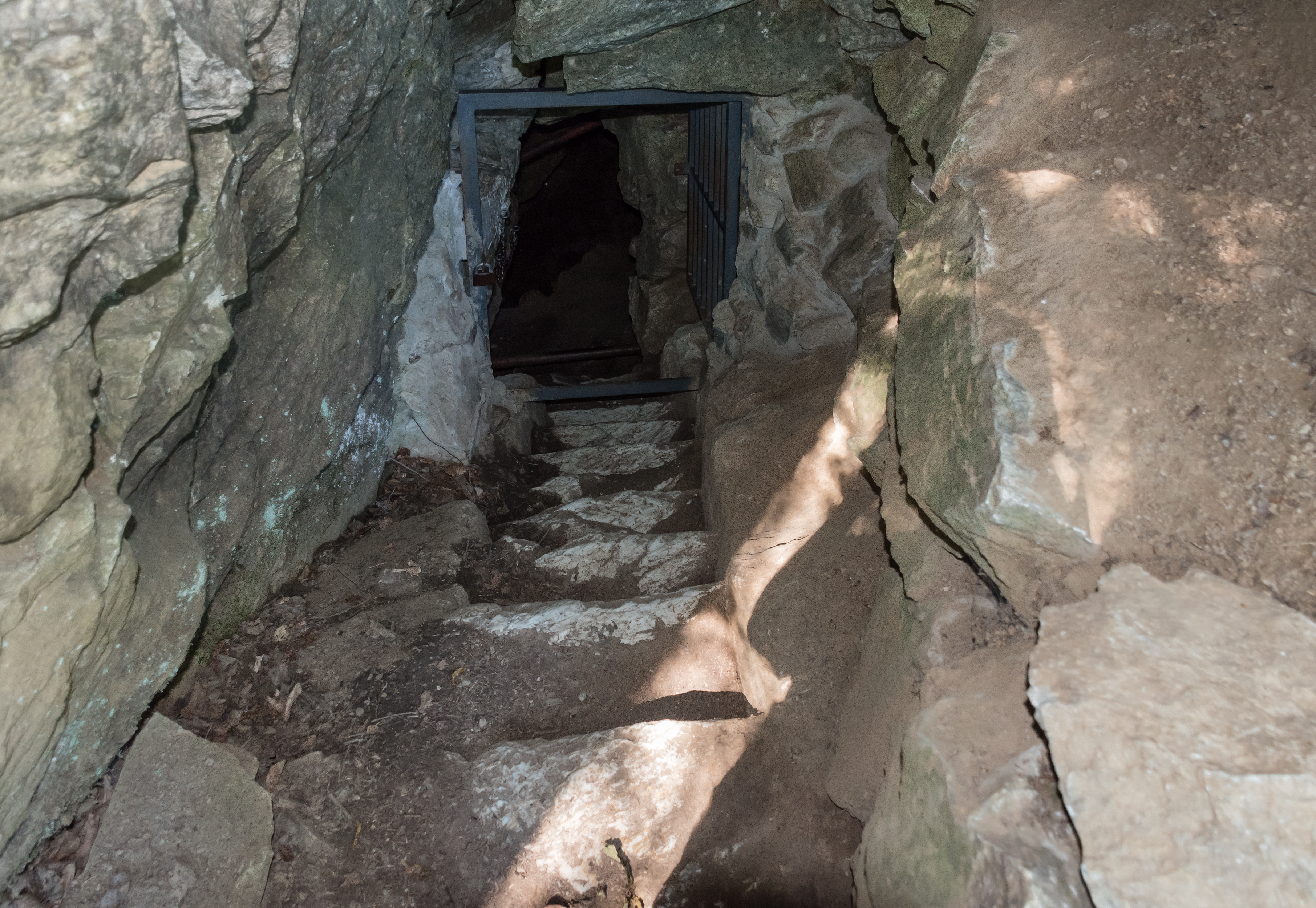
Entrada para a caverna

Ocorreu um processo de depósito de aluvião nos corredores drenados desta forma. A aluvião na caverna Radochowska inclui micaxistos desgastados que caíram do teto e das paredes da caverna, bem como depósitos de argila (depositados pela água), detritos, carbonato de cálcio precipitado e substâncias orgânicas (incluindo ossos de animais). A lama encheu quase completamente as câmaras e corredores da caverna. A maior parte foi removida nos anos 1933-1939. O processo de formação de lodo também ocorre atualmente.

## História
Descoberta na segunda metade de século XVIII, sua primeira menção caverna data de 1757 Logo depois, tornou-se um destino popular para pacientes de Lądek-Zdrój e turistas, danificando-se devido a inúmeras visitas. Entre 1933 a 1947, a caverna teve um guarda e guia permanente, um mineiro aposentado chamado Heinrich Peregrin. O conteúdo de lodo foi investigado em 1935 por G. Frenzel e um ano depois por L. Zotz. Naquela época, foram encontrados ossos de cerca de 20 animais pré-históricos diferentes e, na parte frontal da caverna, ossos de cerca de uma dúzia de espécies com aparência moderna. No lodo, L. Zotz também encontrou produtos feitos de carvão, quartzito e limba e, em um dos nichos, um crânio de um urso-das-cavernas coberto por uma laje de rocha e, ao lado, 3 vértebras cervicais e uma mandíbula. Isso deu origem a suposições sobre a presença de um homem paleolítico nesta caverna. Esta teoria não é mantida atualmente.

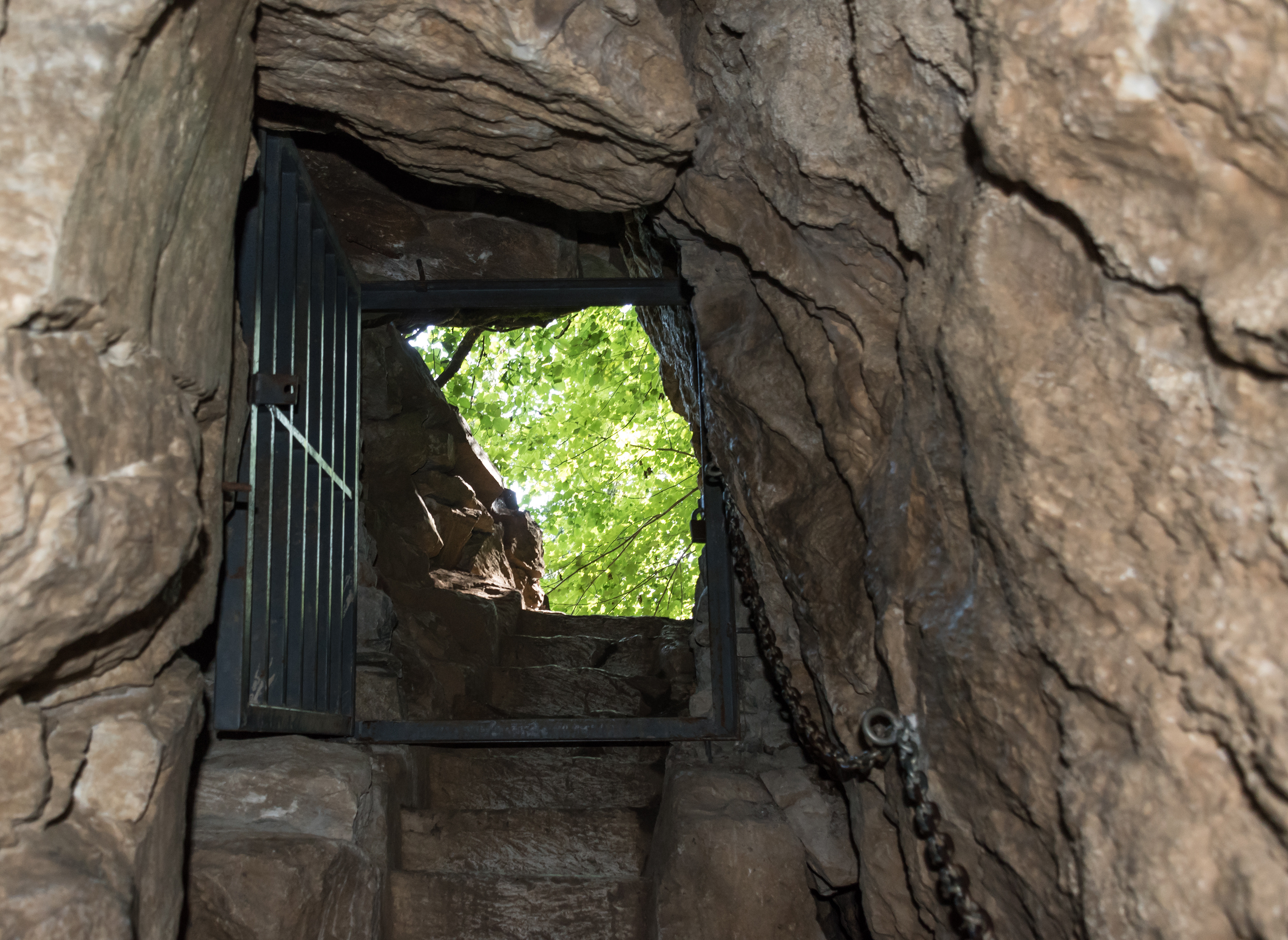
Saída da caverna

Antes da Segunda Guerra Mundial, a caverna foi desenvolvida para turismo. Um edifício de madeira foi erguido nas proximidades, que serviu de moradia para o vigia. Havia também uma sala de espera para turistas, onde achados paleontológicos eram expostos em vitrines. As vitrines foram roubadas na década de 1950 e o prédio pegou fogo em julho no final da década de 1960.
Provavelmente em novembro de 1945, um grupo diversionário de cinco pessoas de Werwolf foi capturado na caverna. No entanto, isso não é confirmado por outras fontes.

## Condições naturais
Possui infiltrações (não muito ricas, danificadas): lanosas, em cascata e cortinas, bem como vestígios de estalactites e estalagmites. É uma das maiores e mais conhecidas cavernas dos Sudetes. Dentro foram encontrados, entre outros ossos de urso das cavernas, hiena das cavernas, cavalo selvagem e rinoceronte-lanoso. Muitos representantes interessantes da fauna vivem aqui, como niphargus de montanhas Tatra, dípteros e troglochaetus beranecki. É também um local de hibernação de morcegos: Myotis myotis, Myotis daubentoni, morcego-orelhudo-castanho (Plecotus auratus), morcego-negro (Barbastella barbastellus) e morcego-hortelão-escuro (Eptesicus serotinus).
Atualmente, três entradas artificiais levam à caverna. No interior, a temperatura permanece constante, cerca de 9 °C. A caverna consiste em um estreito corredor conector quase paralelo à encosta, correndo quase horizontalmente, e vários corredores transversais mais curtos, numerosos recessos e câmaras. O mais atraente é o chamado A Câmara Gótica, localizada no prolongamento da entrada central. É composta por uma sala triangular com um lago cársico com uma área de aproximadamente 30 m² e uma profundidade de aproximadamente 2 m. O sistema de fendas cársticas ainda está ativo, e o nível da água está sujeito a flutuações sazonais. Toda a caverna é protegida como um monumento natural inanimado.

## Turismo
A caverna está aberta de maio a setembro diariamente das 10:00 às 18:00 (última admissão às 17:20). Os grupos são liderados por guias qualificados. No prado em frente à caverna existe um abrigo para turistas de acesso geral. As rotas turísticas levam à caverna:
- verde do ponto de ônibus PKS em Radochów na rota Kłodzko - Lądek-Zdrój (aproximadamente 30 minutos),
- azul de Lądek-Zdrój através de Radochów e calvário em Cierniak (aprox. 80 min).

De Radochów é possível chegar por uma estrada de terra e cascalho.
Na década de 1990, o acampamento sazonal para estudantes AKG Halny foi aberto no verão, ao lado da caverna.